# سد تلخاب
 سد تلخاب  یکی از سدهای در حال بهره برداری استان زنجان است.